# Croton seminudus
Croton seminudus är en törelväxtart som beskrevs av Johannes Müller Argoviensis. Croton seminudus ingår i släktet Croton och familjen törelväxter. Inga underarter finns listade i Catalogue of Life.